# Allium huber-morathii
Allium huber-morathii — вид трав'янистих рослин родини амарилісові (Amaryllidaceae), ендемік центральної Туреччини.

## Опис
Цибулина 8‒10 мм діаметром; зовнішні шкірясті, не розщеплені, внутрішні — часто пурпурові або рожеві. Стеблина (10)20‒25 см заввишки. Листки 1.0‒2.0 мм завширшки. Зонтик зазвичай густий, від 10 до багатоквіткового. Листочки оцвітини пурпурово-рожеві, рідше блідо-рожеві або білі. Пиляки пурпурові. Зав'язь куляста. Коробочка куляста, ≈ 4 мм.

## Поширення
Ендемік центральної Туреччини.